# Saison 1 de L'Arme fatale
Chronologie
Saison 2
Cet article présente le guide des épisodes de la première saison de la série télévisée américaine L'Arme fatale (Lethal Weapon).

## Généralités
- Aux États-Unis, la saison a été diffusée du 21 septembre 2016 au 15 mars 2017 sur le réseau Fox.
- Au Canada, la saison a été diffusée en simultanée sur le réseau Citytv[1].
- En France, la saison est diffusée à partir du 2 mai 2017 sur TF1.

## Distribution

### Acteurs principaux
- Damon Wayans (VF : Serge Faliu) : Roger Murtaugh
- Clayne Crawford (VF : Valentin Merlet) : Martin Riggs
- Kevin Rahm (VF : Pierre Tessier) : Capitaine Brooks Avery
- Jordana Brewster (VF : Laëtitia Lefebvre) : Dr Maureen « Mo » Cahill
- Keesha Sharp (VF : Maité Monceau) : Trish Murtaugh
- Johnathan Fernandez (VF : Eilias Changuel) : « Scorsese », le légiste
- Dante Brown (VF : Jimmy Redler) : Roger Murtaugh Jr.
- Chandler Kinney (VF : Célia Diane) : Riana Murtaugh

### Acteurs récurrents et invités
- Michelle Mitchenor (VF : Laëtitia Laburthe) : détective Sonya Bailey
- Richard Cabral (VF : Emmanuel Garijo) : détective Alejandro Cruz
- Floriana Lima (VF : Olivia Luccioni) : Miranda Riggs, l'épouse décédée de Riggs
- Tony Plana (VF : Guy Chapellier) : Ronnie Delgado, le père de Miranda
- Kristoffer Polaha (VF : Thibaut Lacour) : Bennet Hirsch (épisode 2)
- Hilarie Burton (VF : Laura Préjean) : Agent Karen Palmer[2] (épisodes 7, 15 à 17)
- Thomas Lennon (VF : Laurent Morteau) : Leo Getz[3] (épisode 15)

## Épisodes

### Épisode 1:Une équipe de choc
- États-Unis /  Canada : 21 septembre 2016 sur Fox[4] / Citytv
- Belgique : 26 avril 2017 sur La Deux[5]
- Suisse : 30 avril 2017 sur RTS Un[6]
- France : 2 mai 2017[7] sur TF1[8]
- Québec : 2 juillet 2017 sur Prise 2

- États-Unis : 7,93 millions de téléspectateurs[9] (première diffusion)
- Canada : 1,113 million de téléspectateurs[10] (première diffusion + différé 7 jours)
- France : 6,375 millions de téléspectateurs[11] (première diffusion)

- Floriana Lima (Miranda Riggs)
- Tony Plana (Ronnie Delgado)
- Veronica Milagros (Madame Alvarez)
- Rudolf Martin (Levon Tibibian)
- Gino Anthony Pesi (Daryl Hennicky)
- Sprague Grayden (Genie Babcock)
- Toni Trucks (Maria Torez)
- Peter Cortes (Oscar Alvarez)

Martin Riggs, ancien Navy Seal qui travaille pour la police d'El Paso au Texas, doit retrouver sa femme Miranda à la maison. La jeune femme, enceinte, a des contractions alors qu'elle conduit sa voiture. Elle est frappée de plein fouet par un camion et meurt à l'hôpital. Martin se rend aux urgences avec des fleurs en croyant qu'elle va donner naissance à leur enfant, mais une infirmière lui annonce le décès de son épouse. Effondré, il sombre dans le chagrin et la dépression.
Six mois se sont écoulés. À Los Angeles, le policier Roger Murtaugh, 50 ans, reprend son service après une convalescence de plusieurs mois à la suite d'un pontage. Sa femme Trish, inquiète pour sa santé, lui offre une montre permettant de mesurer les battements de cœur afin de lui éviter tout stress. Pour son premier jour, il doit faire équipe avec un nouveau partenaire, Riggs. Les deux hommes se rencontrent à l'occasion d'un braquage de banque qui finit par une explosion spectaculaire. Très vite, Murtaugh constate que son partenaire a des tendances suicidaires. Malgré l'appui de son capitaine et de l'aide du Docteur Cahill, il va devoir faire équipe avec ce chien fou contre son gré. Leur première enquête en commun commence sur les collines de Los Angeles sur la mort d'un certain Ramon Alvarez.
À première vue, cela ressemble à un suicide, mais plus l'enquête avance et plus le duo penche pour un assassinat maquillé. La femme de la victime témoigne du fait que Ramon adorait son fils, et que la petite famille devait déménager en Arizona dans une grande maison qu'il avait acheté. Les deux policiers se rendent ensuite au Port de Los Angeles où il travaillait comme gardien. Le duo rencontre Levon Tibibian, le patron d'Alvarez, qui embauche aussi pas mal de repris de justice. L'un d'entre eux s'enfuit en voiture et les deux policiers foncent à sa poursuite. La poursuite se finira sur le bitume après un crash des plus percutants laissant le voleur écrasé par un bus. Cette péripétie amènera nos deux héros à une mise à pied de la part de leur capitaine.
Riggs retourne voir la veuve d'Alvarez pour avoir de plus amples explications mais la jeune femme ne veut pas lui parler car elle doit retrouver la drogue volée par son mari en échange de leur fils, Oscar, enlevé par Tibibian et ses hommes. Murtaugh découvre des informations sur Alvarez et décide d'en parler à Riggs chez lui. Il constate que son ami a sorti l'artillerie lourde pour délivrer l'enfant. Murtaugh veut faire équipe avec Riggs mais ce dernier l'attache avec des menottes car il tient à s'occuper de cette affaire seul, il ne veut pas que son ami meurt. Martin se rend seul au port.

### Épisode 2:Dommages collatéraux
- États-Unis /  Canada : 28 septembre 2016 sur Fox / Citytv
- Belgique : 26 avril 2017 sur La Deux
- Suisse : 30 avril 2017 sur RTS Un
- France : 2 mai 2017 sur TF1

- États-Unis : 7,23 millions de téléspectateurs[12] (première diffusion)
- France : 5,562 millions de téléspectateurs (première diffusion)

- Michelle Mitchenor (Sonya Bailey)
- Kristoffer Polaha (Bennet Hirsch)
- Jason Derulo (Ronald Dawson)
- Silvia Busuioc (Natacha)
- Kwame Patterson (Jack Kirstein)
- Rick Ravanello (David Garrison)
- Jason Rodriguez (Lars)
- Karole Foreman (La dame âgée)

Riggs et Murtaugh appelés pour un tapage diurne sont témoins d'une fusillade dans la propriété du boxeur Ronald Dawson sur les hauteurs de Hollywood. Ils poursuivent le tireur à bord d'un camion transportant de l'essence. Le tout finit par une explosion, heureusement sans victimes. À l'autopsie, on découvre que le tueur avait pris des photos d'une jeune femme qui servait lors de la réception de la petite fête de Dawson, Natacha. Une autre découverte : le calibre utilisé pour la fusillade est très spécial et uniquement utilisé pour des opérations spéciales. Une technologie de pointe qui intéresse au plus haut point l'ATF et son agent spécial, Bennet Hirsch, dépêché sur place pour aider la police de Los Angeles a mettre la main sur une cargaison de fusils et de munitions volées.
Après avoir effectué des prélèvements sur le lieu de la fusillade, Riggs et Murtaugh retrouvent la trace de Natacha dans un hôtel du centre ville. Riggs court après elle sur le toit. La jeune femme prise de panique veut sauter dans le vide, mais soudain Riggs et elle sont pris pour cible par un sniper. Murtaugh qui se retrouve au rez-de-chaussée réussit à blesser le tueur au bras qui manque sa cible. Martin fait une folie en sautant sur Natacha : ils font un bond en direction de l'immeuble d'en face et pulvérisent la fenêtre d'une famille.
Le capitaine au courant de l'aventure s'inquiète pour les policiers et demande au docteur Cahill s'il ne serait pas possible de mettre en congé Riggs pour sa propension à mettre la vie des gens en danger. C'est au cours de l'interrogatoire que les policiers découvrent que la jeune femme, enceinte, avait fait la connaissance de l'organisateur du trafic d'armes. Les policiers se rendent à l'entreprise qui fabrique les armes. Riggs y rencontre l'homme qui les teste et remarque qu'il a une blessure au bras. Murtaugh de son côté apprend que Hirsch était celui qui supervisait les opérations de transfert des armes. Natacha qui est mise au silence dans un motel reçoit la visite de Hirsch. Elle le reconnaît comme étant celui dont elle était tombée amoureuse.

### Épisode 3:En dernier recours
- États-Unis /  Canada : 5 octobre 2016 sur Fox / Citytv
- Belgique : 26 avril 2017 sur La Deux
- Suisse : 30 avril 2017 sur RTS Un
- France : 2 mai 2017 sur TF1

- États-Unis : 6,62 millions de téléspectateurs[13] (première diffusion)
- France : 4,207 millions de téléspectateurs (première diffusion)

- Michelle Mitchenor (Sonya Bayley)
- Richard Cabral (Cruz)
- Ellen Hollman (Angela Carlson)
- Ted Levine (Ned Brower)
- Floriana Lima (Miranda Riggs)
- Derek Mio (Donnie)
- Luis Moncada (Paco)
- Tony Plana (Ronnie Delgado)
- Alex Weed (Lonnie)
- Christopher T. Wood (Atkins)

### Épisode 4:À la dérobée
- États-Unis /  Canada : 12 octobre 2016 sur Fox / Citytv
- Belgique : 3 mai 2017 sur La Deux
- Suisse : 7 mai 2017 sur RTS Un
- France : 9 mai 2017 sur TF1

- États-Unis : 6,84 millions de téléspectateurs[14] (première diffusion)
- France : 5,739 millions de téléspectateurs (première diffusion)

- Richard Cabral (Cruz)
- Michelle Mitchenor (Det. Sonya Bailey)
- DeRon Horton (Marcus)
- Shashawnee Hall (Coach Marshawn Wiley)
- Jeannine Kaspar (Naomi)

### Épisode 5:Dérapage incontrôlé
- États-Unis /  Canada : 19 octobre 2016 sur Fox / Citytv
- Belgique : 3 mai 2017 sur La Deux
- Suisse : 7 mai 2017 sur RTS Un
- France : 9 mai 2017 sur TF1

- États-Unis : 6,66 millions de téléspectateurs[15] (première diffusion)
- France : 5,052 millions de téléspectateurs (première diffusion)

- Richard Cabral (Cruz),
- Michael Raymond-James (Vétéran Chad Jackson)

### Épisode 6:Retrouvailles
- États-Unis /  Canada : 9 novembre 2016 sur Fox / Citytv
- Belgique : 3 mai 2017 sur La Deux
- Suisse : 8 mai 2017 sur RTS Un
- France : 9 mai 2017 sur TF1

- États-Unis : 7,02 millions de téléspectateurs[16] (première diffusion)
- France : 3,877 millions de téléspectateurs (première diffusion)

- Elizabeth McLaughlin (Rachel)
- Tanc Sade (Julian)
- Roberto Aguire (Dylan Ashworth)

### Épisode 7:L'Affaire était dans le sac
- États-Unis /  Canada : 16 novembre 2016 sur Fox / Citytv
- Belgique : 10 mai 2017 sur La Deux
- Suisse : 14 mai 2017 sur RTS Un
- France : 16 mai 2017 sur TF1

- États-Unis : 6,60 millions de téléspectateurs[17] (première diffusion)
- France : 6,039 millions de téléspectateurs (première diffusion)

- Hilarie Burton (Karen Palmer)
- Megan Stevenson (Bambi Mortenstern)
- Alejandro Edda (Luis Caldera)

### Épisode 8:Tuer n'est pas jouer
- États-Unis /  Canada : 30 novembre 2016 sur Fox / Citytv
- Belgique : 10 mai 2017 sur La Deux
- Suisse : 14 mai 2017 sur RTS Un
- France : 16 mai 2017 sur TF1

- États-Unis : 6,43 millions de téléspectateurs[18] (première diffusion)
- Canada : 884 000 téléspectateurs[19] (première diffusion + différé 7 jours)
- France : 5,14 millions de téléspectateurs (première diffusion)

- Richard Cabral (Det. Cruz)
- Michelle Mitchenor (Sonya Bailey)

### Épisode 9:Échos du passé
- États-Unis : 7 décembre 2016 sur Fox
- Canada : 14 décembre 2016 sur Citytv
- Belgique : 17 mai 2017 sur La Deux
- Suisse : 21 mai 2017 sur RTS Un
- France : 23 mai 2017 sur TF1

- États-Unis : 6,26 millions de téléspectateurs[20] (première diffusion)
- France : 5,370 millions de téléspectateurs (première diffusion)

- Michelle Mitchenor (Sonya Bailey)
- Floriana Lima (Miranda Riggs)
- Tony Plana (Ronnie Delgado)
- Danny Mora (Tito)
- Raul Casso (Eddie)
- Alyssa Diaz (Hannah)
- Marco Rodriguez (Alberto)

Où l'on découvre comment Riggs a rencontré sa femme. L'enquête ramène Riggs dans le passé en le faisant enquêter sur un cartel de drogue sur lequel il enquêtait déjà au Texas.

### Épisode 10:Que la fête commence
- États-Unis /  Canada : 4 janvier 2017 sur Fox / Citytv
- Belgique : 17 mai 2017 sur La Deux
- Suisse : 21 mai 2017 sur RTS Un
- France : 23 mai 2017 sur TF1

- États-Unis : 6,3 millions de téléspectateurs[21] (première diffusion)
- France : 4,690 millions de téléspectateurs (première diffusion)

Lyndon Smith (« Owlsly »)

### Épisode 11:TexasRanger
- États-Unis /  Canada : 11 janvier 2017 sur Fox / Citytv
- Belgique : 24 mai 2017 sur La Deux
- Suisse : 28 mai 2017 sur RTS Un
- France : 30 mai 2017 sur TF1

- États-Unis : 6,48 millions de téléspectateurs[22] (première diffusion)
- Canada : 952 000 téléspectateurs[23] (première diffusion + différé 7 jours)

- Malcolm-Jamal Warner (David Reed)
- Scott William Winters (Jim Bracken)

Riggs et Murtaugh enquêtent sur la mort d’un Texas Ranger, tué dans le désert lors du transfert d’un prisonnier vers un tribunal texan. Leurs investigations les mènent sur la piste du département du shérif, dont certains adjoints sont pour le moins suspects. Retrouvant le prisonnier évadé chez l’un d’eux, ils le prennent en chasse, mais ce dernier est abattu par Barton, un shérif adjoint. Avery subit un chantage de la part du shérif pour le forcer à arrêter l’enquête.

### Épisode 12:Repos forcé
- États-Unis /  Canada : 18 janvier 2017 sur Fox / Citytv
- Belgique : 24 mai 2017 sur La Deux
- Suisse : 28 mai 2017 sur RTS Un
- France : 30 mai 2017 sur TF1

- États-Unis : 6,29 millions de téléspectateurs[24] (première diffusion)

- Michelle Mitchenor (Sonya Bailey)
- Richard Cabral (Cruz)

### Épisode 13:Confessions intimes
- États-Unis /  Canada : 25 janvier 2017 sur Fox / Citytv
- Belgique : 31 mai 2017 sur La Deux
- Suisse : 4 juin 2017 sur RTS Un
- France : 6 juin 2017 sur TF1

- États-Unis : 6,28 millions de téléspectateurs[25] (première diffusion)
- Canada : 908 000 téléspectateurs[26] (première diffusion + différé 7 jours)

- Michelle Mitchenor (Detective Bailey)
- Richard Cabral (Detective Cruz)
- Tony Plana : (Ronnie Delgado)
- Rob Evors (Dale)

### Épisode 14:Sous surveillance
- États-Unis /  Canada : 8 février 2017 sur Fox / Citytv
- Belgique : 31 mai 2017 sur La Deux
- Suisse : 4 juin 2017 sur RTS Un
- France : 6 juin 2017 sur TF1

- États-Unis : 6,25 millions de téléspectateurs[27] (première diffusion)

Michelle Mitchenor (Detective Bailey)

### Épisode 15:Léo pour vous servir
- États-Unis /  Canada : 15 février 2017 sur Fox / Citytv
- Belgique : 31 mai 2017 sur La Deux
- Suisse : 4 juin 2017 sur RTS Un
- France : 20 juin 2017 sur TF1

- États-Unis : 6,37 millions de téléspectateurs[28] (première diffusion)

- Hilarie Burton (Agent Karen Palmer)
- Thomas Lennon (Leo Getz)
- A.J. Rivera (Pablo)
- Aaron McPherson (Agent Zigman)
- Casey Kramer (Ellen)
- Pancho Cardena (Ramon)
- Gail Borges (Judge Bechdel)

### Épisode 16:Violence inutile
- États-Unis /  Canada : 22 février 2017 sur Fox / Citytv
- Belgique : 7 juin 2017 sur La Deux
- Suisse : 11 juin 2017 sur RTS Un
- France : 20 juin 2017 sur TF1

- États-Unis : 6,26 millions de téléspectateurs[29] (première diffusion)

- Michelle Mitchenor (Sonya Bailey)
- Hilarie Burton (Agent Karen Palmer)
- Chris Tavarez (Jesse Raines)
- Joyful Drake (Tanya Raines)
- Robert Curtis Brown (Walter Hancock)
- Robert Arce (Detective Shepherd)
- Michael J. Harney (Mike Ramos)
- Chin Yere (Jenna)
- James Black (Benny Barns)
- David Klency (Wendell)

### Épisode 17:Silence radio
- États-Unis /  Canada : 8 mars 2017 sur Fox / Citytv
- Belgique : 7 juin 2017 sur La Deux
- Suisse : 11 juin 2017 sur RTS Un
- France : 27 juin 2017 sur TF1

- États-Unis : 5,93 millions de téléspectateurs[30] (première diffusion)

- Michelle Mitchenor (Sonya Bailey)
- Hilarie Burton (Agent Karen Palmer)
- Tony Plana (Ronnie Delgado)
- Matt Passmore (Gideon Lyon)
- Daniella Alonso (Maria Navar)
- Ned Vaughn (Agent Chappel)

### Épisode 18:Aux origines
- États-Unis /  Canada : 15 mars 2017 sur Fox / Citytv
- Belgique : 7 juin 2017 sur La Deux
- Suisse : 11 juin 2017 sur RTS Un
- France : 27 juin 2017 sur TF1

- États-Unis : 6,02 millions de téléspectateurs[31] (première diffusion)

- Michelle Mitchenor (Sonya Bailey)
- Tony Plana (Ronnie Delgado)
- Matt Passmore (Gideon Lyon)
- Andrew Patrick Ralston (Jim McNeile)